# Grieks voetbalelftal in 2012
Het Grieks voetbalelftal speelde in totaal dertien interlands in het jaar 2012, waaronder vier wedstrijden tijdens de EK-einronde in Polen en Oekraïne. De ploeg stond onder leiding van de Portugees Fernando Santos, de opvolger van de in 2010 opgestapte Otto Rehhagel. Op de FIFA-wereldranglijst steeg Griekenland in 2012 van de veertiende (januari 2012) naar de elfde plaats (december 2012).

## Balans
| Wedstrijden | Wedstrijden | Wedstrijden | Wedstrijden | Doelpunten | Doelpunten | Doelpunten | Punten |
| Gespeeld    | Winst       | Gelijk      | Verlies     | Voor       | Tegen      | Saldo      | Punten |
| ----------- | ----------- | ----------- | ----------- | ---------- | ---------- | ---------- | ------ |
| 13          | 7           | 4           | 2           | 17         | 12         | +5         | 1.385  |

## Interlands
|                                                                  |                         |       |                  |                                                                                           |
| 29 februari Vriendschappelijk № 520 «onderlinge duels» 20:30 uur | Griekenland             | 1 – 1 | België           | Pankritio Stadion, Heraklion Toeschouwers: 15.000 Scheidsrechter: Daniel Stålhammar (SWE) |
| 29 februari Vriendschappelijk № 520 «onderlinge duels» 20:30 uur | Dimitrios Salpigidis 9' |       | 32' Nacer Chadli | Pankritio Stadion, Heraklion Toeschouwers: 15.000 Scheidsrechter: Daniel Stålhammar (SWE) |

|                                                             |                      |       |                   |                                                                                         |
| 26 mei Vriendschappelijk № 521 «onderlinge duels» 20:30 uur | Griekenland          | 1 – 1 | Slovenië          | Kufstein-Arena, Kufstein Toeschouwers: 2.000 Scheidsrechter: Robert Schörgenhofer (AUT) |
| 26 mei Vriendschappelijk № 521 «onderlinge duels» 20:30 uur | Vasilis Torosidis 8' |       | 87' Jasmin Kurtić | Kufstein-Arena, Kufstein Toeschouwers: 2.000 Scheidsrechter: Robert Schörgenhofer (AUT) |

|                                                             |         |                           |             |                                                                                   |
| 31 mei Vriendschappelijk № 522 «onderlinge duels» 20:30 uur | Armenië | 0 – 1                     | Griekenland | Kufstein-Arena, Kufstein Toeschouwers: 600 Scheidsrechter: Alexander Harkam (AUT) |
| 31 mei Vriendschappelijk № 522 «onderlinge duels» 20:30 uur |         | 24' Kyriakos Papadopoulos |             | Kufstein-Arena, Kufstein Toeschouwers: 600 Scheidsrechter: Alexander Harkam (AUT) |

| EK voetbal 2012 |
| --------------- |

|                                                                |                        |       |                          |                                                                                       |
| 8 juni EK-eindronde Groep A № 523 «onderlinge duels» 18:00 uur | Polen                  | 1 – 1 | Griekenland              | Nationaal Stadion, Warschau Toeschouwers: 56.070 Scheidsrechter: Carlos Velasco (ESP) |
| 8 juni EK-eindronde Groep A № 523 «onderlinge duels» 18:00 uur | Robert Lewandowski 17' |       | 51' Dimitrios Salpigidis | Nationaal Stadion, Warschau Toeschouwers: 56.070 Scheidsrechter: Carlos Velasco (ESP) |

|                                                                 |                                 |       |                 |                                                                                     |
| 12 juni EK-eindronde Groep A № 524 «onderlinge duels» 18:00 uur | Tsjechië                        | 2 – 1 | Griekenland     | Stadion Miejski, Wroclaw Toeschouwers: 41.105 Scheidsrechter: Stéphane Lannoy (FRA) |
| 12 juni EK-eindronde Groep A № 524 «onderlinge duels» 18:00 uur | Petr Jiráček 3' Václav Pilař 6' |       | 53' Fanis Gekas | Stadion Miejski, Wroclaw Toeschouwers: 41.105 Scheidsrechter: Stéphane Lannoy (FRA) |

|                                                                 |                          |       |         |                                                                                       |
| 16 juni EK-eindronde Groep A № 525 «onderlinge duels» 20:45 uur | Griekenland              | 1 – 0 | Rusland | Nationaal Stadion, Warschau Toeschouwers: 55.614 Scheidsrechter: Jonas Eriksson (SWE) |
| 16 juni EK-eindronde Groep A № 525 «onderlinge duels» 20:45 uur | Giorgos Karagounis 45+2' |       |         | Nationaal Stadion, Warschau Toeschouwers: 55.614 Scheidsrechter: Jonas Eriksson (SWE) |

|                                                                     |                                                                     |       |                                                      |                                                                            |
| 22 juni EK-eindronde Kwartfinale № 526 «onderlinge duels» 20:45 uur | Duitsland                                                           | 4 – 2 | Griekenland                                          | PGE Arena, Gdańsk Toeschouwers: 38.751 Scheidsrechter: Damir Skomina (SLO) |
| 22 juni EK-eindronde Kwartfinale № 526 «onderlinge duels» 20:45 uur | Philipp Lahm 39' Sami Khedira 61' Marco Reus 74' Miroslav Klose 68' |       | 53' Georgios Samaras 89' (pen.) Dimitrios Salpigidis | PGE Arena, Gdańsk Toeschouwers: 38.751 Scheidsrechter: Damir Skomina (SLO) |

|  |  |  |  |  |  |  |  |  |

|                                                                  |                                         |       |                                                                       |                                                                              |
| 15 augustus Vriendschappelijk № 527 «onderlinge duels» 20:00 uur | Noorwegen                               | 2 – 3 | Griekenland                                                           | Ullevaal Stadion, Oslo Toeschouwers: 13.680 Scheidsrechter: Alan Kelly (IRL) |
| 15 augustus Vriendschappelijk № 527 «onderlinge duels» 20:00 uur | Brede Hangeland 13' John Arne Riise 75' |       | 7' Vassilios Torosidis 11' Kyriakos Papadopoulos 56' Kostas Mitroglou | Ullevaal Stadion, Oslo Toeschouwers: 13.680 Scheidsrechter: Alan Kelly (IRL) |

|                                                                        |                             |       |                                           |                                                                           |
| 7 september WK-kwalificatie Groep G № 528 «onderlinge duels» 19:30 uur | Letland                     | 1 – 2 | Griekenland                               | Skonto Stadion, Riga Toeschouwers: 7.956 Scheidsrechter: Ivan Bebek (CRO) |
| 7 september WK-kwalificatie Groep G № 528 «onderlinge duels» 19:30 uur | Aleksandrs Cauņa 42' (pen.) |       | 57' Nikos Spyropoulos 69' Theofanis Gekas | Skonto Stadion, Riga Toeschouwers: 7.956 Scheidsrechter: Ivan Bebek (CRO) |

|                                                                         |                                        |       |          |                                                                                                |
| 11 september WK-kwalificatie Groep G № 529 «onderlinge duels» 20:45 uur | Griekenland                            | 2 – 0 | Litouwen | Georgios Karaiskakis Stadion, Piraeus Toeschouwers: 21.466 Scheidsrechter: Mark Courtney (NIR) |
| 11 september WK-kwalificatie Groep G № 529 «onderlinge duels» 20:45 uur | Sotiris Ninis 55' Kostas Mitroglou 72' |       |          | Georgios Karaiskakis Stadion, Piraeus Toeschouwers: 21.466 Scheidsrechter: Mark Courtney (NIR) |

|                                                                       |             |       |                       |                                                                                                 |
| 12 oktober WK-kwalificatie Groep G № 530 «onderlinge duels» 20:45 uur | Griekenland | 0 – 0 | Bosnië en Herzegovina | Georgios Karaiskakis Stadion, Piraeus Toeschouwers: 28.000 Scheidsrechter: Antonio Damato (ITA) |
| 12 oktober WK-kwalificatie Groep G № 530 «onderlinge duels» 20:45 uur |             |       |                       | Georgios Karaiskakis Stadion, Piraeus Toeschouwers: 28.000 Scheidsrechter: Antonio Damato (ITA) |

|                                                                       |           |                          |             |                                                                                       |
| 16 oktober WK-kwalificatie Groep G № 531 «onderlinge duels» 20:30 uur | Slowakije | 0 – 1                    | Griekenland | Štadión Pasienky, Bratislava Toeschouwers: 4.012 Scheidsrechter: William Collum (SCO) |
| 16 oktober WK-kwalificatie Groep G № 531 «onderlinge duels» 20:30 uur |           | 63' Dimitrios Salpigidis |             | Štadión Pasienky, Bratislava Toeschouwers: 4.012 Scheidsrechter: William Collum (SCO) |

|                                                                  |         |                  |             |                                                                                    |
| 14 november Vriendschappelijk № 532 «onderlinge duels» 20:45 uur | Ierland | 0 – 1            | Griekenland | Aviva Stadium, Dublin Toeschouwers: 16.256 Scheidsrechter: Eitan Shmuelevich (ISR) |
| 14 november Vriendschappelijk № 532 «onderlinge duels» 20:45 uur |         | 29' José Holebas |             | Aviva Stadium, Dublin Toeschouwers: 16.256 Scheidsrechter: Eitan Shmuelevich (ISR) |

## FIFA-wereldranglijst
| JAN | FEB | MAR | APR | MEI | JUN | JUL | AUG | SEP | OKT | NOV | DEC |
| --- | --- | --- | --- | --- | --- | --- | --- | --- | --- | --- | --- |
| 14  | 14  | 13  | 14  | 14  | 15  | 12  | 12  | 11  | 10  | 12  | 11  |

## Statistieken
| Orestis Karnezis           | 1985-07-11 | Panathinaikos        | 7  | 0 | 0 | 7 | 0 |
| Michalis Sifakis           | 1984-09-09 | Sporting Charleroi   | 3  | 1 | 0 |   |   |
| Kostas Chalkias            | 1974-05-30 | PAOK Saloniki        | 3  | 0 | 0 |   |   |
| Verdediging                |            |                      |    |   |   |   |   |
| Vasilis Torosidis          | 1985-06-10 | AS Roma              | 12 | 0 | 2 |   |   |
| Sokratis Papastathopoulos  | 1988-06-09 | Werder Bremen        | 12 | 0 | 0 |   |   |
| Giannis Maniatis           | 1986-10-12 | Olympiakos Piraeus   | 11 | 1 | 0 |   |   |
| Kyriakos Papadopoulos      | 1992-02-23 | Schalke 04           | 8  | 2 | 2 |   |   |
| José Holebas               | 1984-06-27 | Olympiakos Piraeus   | 6  | 3 | 1 |   |   |
| Nikos Spyropoulos          | 1983-10-10 | Chievo Verona        | 5  | 1 | 1 |   |   |
| Avraam Papadopoulos        | 1984-12-03 | Olympiakos Piraeus   | 4  | 0 | 0 |   |   |
| Giorgos Tzavelas           | 1987-11-26 | AS Monaco            | 2  | 1 | 0 |   |   |
| Stelios Malezas            | 1985-03-11 | Fortuna Düsseldorf   | 1  | 1 | 0 |   |   |
| Dimitris Siovas            | 1988-09-16 | Olympiakos Piraeus   | 1  | 1 | 0 | 2 | 0 |
| Kostas Stafylidis          | 1993-12-02 | PAOK Saloniki        | 1  | 0 | 0 |   |   |
| Loukas Vyntra              | 1981-02-05 | Levante UD           | 0  | 2 | 0 |   |   |
| Middenveld                 |            |                      |    |   |   |   |   |
| Kostas Katsouranis         | 1979-06-21 | PAOK Saloniki        | 12 | 0 | 0 |   |   |
| Kostas Fortounis           | 1992-10-16 | 1. FC Kaiserslautern | 6  | 4 | 0 |   |   |
| Sotiris Ninis              | 1990-04-03 | Parma                | 6  | 3 | 1 |   |   |
| Alexandros Tziolis         | 1985-02-13 | APOEL Nicosia        | 6  | 1 | 0 |   |   |
| Giorgos Karagounis         | 1977-03-06 | Fulham FC            | 5  | 3 | 1 |   |   |
| Giorgos Fotakis            | 1981-10-29 | PAOK Saloniki        | 2  | 3 | 0 |   |   |
| Grigoris Makos             | 1987-01-18 | TSV 1860 München     | 1  | 2 | 0 |   |   |
| Panagiotis Tachtsidis      | 1991-02-15 | AS Roma              | 1  | 0 | 0 |   |   |
| Lazaros Christodoulopoulos | 1986-12-19 | Bologna FC           | 0  | 2 | 0 |   |   |
| Giannis Fetfatzidis        | 1990-12-21 | Olympiakos Piraeus   | 0  | 2 | 0 |   |   |
| Panagiotis Kone            | 1987-07-26 | Bologna FC           | 0  | 1 | 0 |   |   |
| Charalampos Mavrias        | 1994-02-21 | Panathinaikos        | 0  | 1 | 0 | 1 | 0 |
| Aanval                     |            |                      |    |   |   |   |   |
| Georgios Samaras           | 1985-02-21 | Celtic               | 10 | 2 | 1 |   |   |
| Fanis Gekas                | 1980-05-23 | Akhisar Belediyespor | 9  | 2 | 2 |   |   |
| Dimitrios Salpigidis       | 1981-08-18 | PAOK Saloniki        | 7  | 3 | 4 |   |   |
| Kostas Mitroglou           | 1988-03-12 | Olympiakos Piraeus   | 2  | 7 | 2 |   |   |
| Stefanos Athanasiadis      | 1988-12-24 | PAOK Saloniki        | 0  | 3 | 0 |   |   |
| Nikos Lyberopoulos         | 1975-08-04 | AEK Athene           | 0  | 2 | 0 |   |   |

EPO · A-internationals · Bondscoaches · Selecties · Grieks vrouwenelftal · Olympisch elftal · Griekenland U21 · Griekenland U20 · Griekenland U19 · Griekenland U18 · Griekenland U17 · Griekenland U16
1920 – 1929 ·
1930 – 1939 ·
1940 – 1949 ·
1950 – 1959 ·
1960 – 1969 ·
1970 – 1979 ·
1980 – 1989 ·
1990 – 1999 ·
2000 – 2009 ·
2010 – 2019 ·
2020 − 2029
EK 1980 · 
EK 2004 · 
EK 2008 · 
EK 2012
WK 1994 · 
WK 2010 · 
WK 2014
OS 1920 · 
OS 1952 · 
OS 2004
1920 · 
1921–1928 · 
1929 · 
1930 · 
1931 · 
1932 · 
1933 · 
1934 · 
1935 · 
1936 · 
1937 · 
1938 · 
1939–1947 · 
1948 · 
1949 · 
1950 · 
1952 · 
1952 · 
1953 · 
1954 · 
1955 · 
1956 · 
1957 · 
1958 · 
1959 · 
1960 · 
1961 · 
1962 · 
1963 · 
1964 · 
1965 · 
1966 · 
1967 · 
1968 · 
1969 · 
1970 · 
1971 · 
1972 · 
1973 · 
1974 · 
1975 · 
1976 · 
1977 · 
1978 · 
1979 · 
1980 · 
1981 · 
1982 · 
1983 · 
1984 · 
1985 · 
1986 · 
1987 · 
1988 · 
1989 · 
1990 · 
1991 ·
1992 · 
1993 · 
1994 · 
1995 · 
1996 · 
1997 · 
1998 · 
1999 · 
2000 · 
2001 · 
2002 · 
2003 · 
2004 · 
2005 · 
2006 · 
2007 · 
2008 · 
2009 · 
2010 · 
2011 · 
2012 · 
2013 · 
2014 · 
2015 · 
2016 · 
2017 · 
2018 ·
2019 ·
2020 ·
2021 ·
2022 ·
2023
Albanië ·
Argentinië ·
Armenië ·
Australië ·
België ·
Bolivia ·
Bosnië en Herzegovina ·
Brazilië ·
Bulgarije ·
Canada ·
Chili ·
Colombia ·
Costa Rica ·
Cyprus ·
Denemarken ·
DDR · 
Duitsland ·
Ecuador · 
Egypte ·
El Salvador ·
Engeland ·
Estland ·
Ethiopië ·
Faeröer ·
Finland ·
Frankrijk ·
Georgië ·
Ghana ·
Gibraltar ·
Honduras ·
Hongarije ·
Ierland ·
IJsland ·
Israël ·
Italië ·
Ivoorkust ·
Japan ·
Joegoslavië ·
Kameroen ·
Kazachstan ·
Kosovo ·
Kroatië ·
Letland ·
Libië ·
Liechtenstein ·
Litouwen ·
Luxemburg ·
Malta ·
Marokko ·
Mexico ·
Moldavië ·
Montenegro ·
Nederland ·
Nieuw-Zeeland ·
Nigeria ·
Noord-Ierland ·
Noord-Korea · 
Noorwegen ·
Oekraïne ·
Oostenrijk ·
Palestina ·
Paraguay · 
Polen ·
Portugal ·
Qatar ·
Roemenië ·
Rusland ·
San Marino ·
Saoedi-Arabië · 
Schotland ·
Senegal · 
Servië · 
Slovenië ·
Slowakije ·
Sovjet-Unie ·
Spanje ·
Syrië ·
Tsjechië ·
Tsjecho-Slowakije ·
Turkije ·
Verenigde Staten ·
Wales ·
Wit-Rusland · 
Zuid-Korea ·
Zweden ·
Zwitserland
Colombia (2014) · 
Costa Rica (2014) · 
Duitsland (2012) · 
Ivoorkust (2014) · 
Japan (2014) ·
Polen (2012) ·
Portugal (2004, 2) · 
Rusland (2008) ·
Rusland (2012) ·
Spanje (2008) ·
Tsjechië (2012) ·
Zuid-Korea (2010) ·
Zweden (2008)